# Viola japonica
Viola japonica Langsd. ex Ging. – gatunek roślin z rodziny fiołkowatych (Violaceae). Występuje naturalnie w Japonii, na Półwyspie Koreańskim oraz Tajwanie. Ponadto został introdukowany w północnej Argentynie i Massachusetts. 

## Morfologia
PokrójBylina dorastająca do 10 cm wysokości, tworzy kłącza.
LiścieBlaszka liściowa ma kształt od owalnego do trójkątnie owalnego. Mierzy 3–8 cm długości oraz 3–5,5 cm szerokości, jest karbowana na brzegu, ma sercowatą nasadę i ostry lub tępy wierzchołek. Ogonek liściowy jest nagi i ma 10–14 cm długości. Przylistki są podługowate, podwójnie pierzaste.
KwiatyPojedyncze, wyrastające z kątów pędów. Mają działki kielicha o lancetowatym kształcie. Płatki są odwrotnie jajowate i mają fioletową barwę, dolny płatek jest odwrotnie jajowaty, mierzy 17-20 mm długości, z białymi żyłkami, posiada obłą ostrogę o długości 5-10 mm.
OwoceTorebki mierzące 8-10 mm długości, o elipsoidalnym kształcie.

## Biologia i ekologia
Rośnie na łąkach, skarpach i polach uprawnych. 